# Kresowa księga sprawiedliwych
Kresowa księga sprawiedliwych – publikacja Instytutu Pamięci Narodowej upamiętniająca Ukraińców ratujących polskie ofiary ludobójstwa dokonanego  w latach 1939–1945 przez Organizację ukraińskich Nacjonalistów (OUN) i Ukraińską Powstańczą Armię (UPA) w dawnych polskich województwach wołyńskim, poleskim, tarnopolskim, lwowskim, stanisławowskim i lubelskim.
W książce wydanej w 2007 ujęto 882 przypadki pomocy udzielonej przez 1341 osób, dzięki którym uratowano 2527 ludzi. Z tej liczby bohaterów, z nazwiska znanych jest 896 osób. Zanotowano także 384 przypadki morderstw na ratujących dokonanych za udzielanie pomocy ofiarom ludobójstwa. 
Książkę zrecenzował Mieczysław Wieliczko dla czasopisma „Wrocławskie Studia Wschodnie”, oceniając ją pozytywnie jako "ważną publikację, w której autor dowiódł dużych umiejętności badawczych i staranności w praktycznym ich zastosowaniu". 